# Brześć (Koejavië-Pommeren)
Brześć is een dorp in de Poolse woiwodschap Koejavië-Pommeren. De plaats maakt deel uit van de gemeente Kruszwica.